# Charles Dvorak
Charles Edward Dvorak (Chicago, Illinois, 27 de novembre de 1878 – Seattle, Washington, 18 de desembre de 1969) va ser un atleta estatunidenc especialista en el salt de perxa.
Fill d'immigrants txecs, va estudiar a la Universitat de Michigan, competint amb l'equip d'atletisme Michigan Wolverines entre 1900 i 1904. El 1900 era el principal favorit a la medalla d'or en la prova del salt de perxa, però finalment va decidir no disputar la prova per ser aquesta en diumenge. Amb tot, l'endemà, en una competició de consol, no oficial, va guanyar la medalla de plata. El 1903 va establir un nou rècord mundial de salt de perxa amb un salt d'11 peus i 11 polzades. El 1904 sí que va disputar la prova del salt de perxa als Jocs de Saint Louis, i amb un millor salt de 3m 50cm establí un nou rècord olímpic, alhora que guanyava la medalla d'or.
Dvorak també és conegut per ser el primer saltador de perxa en utilitzar una canya de bambú en lloc de les tradicionals.
Posteriorment va fer d'entrenador de futbol, bàsquet i atletisme a Seattle, on va morir el 1969, amb 91 anys.